# Ljungsarps kyrka
Ljungsarps kyrka är en kyrkobyggnad belägen i samhället Ljungsarp, Tranemo kommun. Sedan 2010 tillhör kyrkan Dalstorps församling (tidigare Ljungsarps församling) i Göteborgs stift.

## Kyrkobyggnaden
Kyrkan ligger norr om Stomsjön. Från den medeltida kyrkan kvarstår endast långhuset. Det tidigare smalare och rakt avslutade koret revs 1835 och ersattes av det nuvarande. Samtidigt ersattes det plana innertaket av ett brädvalv, men taklaget från tidig medeltid finns ändå bevarat. 
I sin nuvarande form består byggnaden av ett rektangulärt långhus med halvrunt kor i öster och vapenhus av trä i väster. Norr om koret finns en vidbyggd sakristia. 
En restaurering genomfördes 1925 under ledning av arkitekt Melchior Wernstedt, varvid man ville återställa interiören till ett mera ursprungligt skick. Kyrkorummets målningar togs fram och ett nytt golv lades in. Bemålningen av läktarbröstningen är sannolikt från 1500-talet. Vid en ombyggnad 1954 murades ett korfönster bakom altaret igen. Kyrkan rymmer 400 personer.

## Inventarier
- Av ett altarskåp i trä från medeltiden är endast fragment bevarade. Vissa finns i Statens historiska museum medan några helgonfigurer, troligen tillverkade omkring 1490 i Lübeck, nu finns i ett nytillverkat altarskåp.
- En åttasidig dopfunt av trä är tillverkad 1963.
- Vid norra väggen står en predikstol som är tillverkad 1711 av Gustav Kihlman. Dess femsidiga korg är pryds med snidade skulpturer av Mose och de fyra evangelisterna. Mitt under predikstolens ljudtak hänger en förgylld duva.
- Altaruppsatsen av lindträ är snidad och bemålad 1956 av skulptören Arvid Bryth.

### Orglar
- Den första orgeln med sex stämmor med klaverbord var tillverkad 1891 av Levin Johansson hos Liareds orgelbyggeri.
- Nuvarande mekaniska orgelverk byggdes 1966 av Tostareds Kyrkorgelfabrik och har femton stämmor fördelade på två manualer och pedal. Den ljudande fasaden har bibehållits från 1891 års orgel liksom visst annat material.[1]

## Klockstapel och klocka
Sydöst om kyrkan står en klockstapel som troligen är uppförd på 1600-talet. Den brädfodrades och rödmålades 1822. Klockan är gjuten 1889 av Johan A. Beckman & Co., Stockholm.

## Bilder

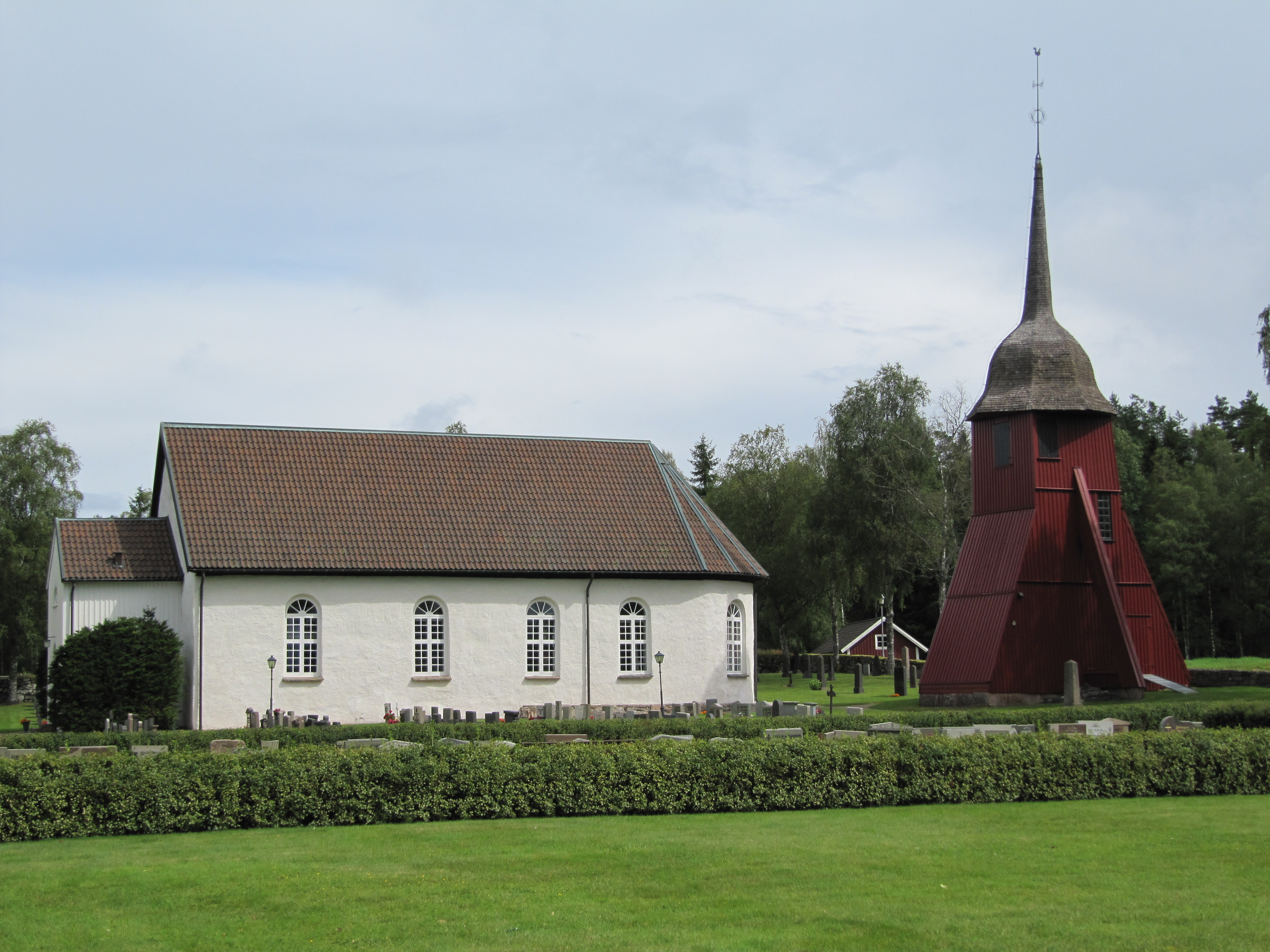
Kyrkan med klockstapeln.
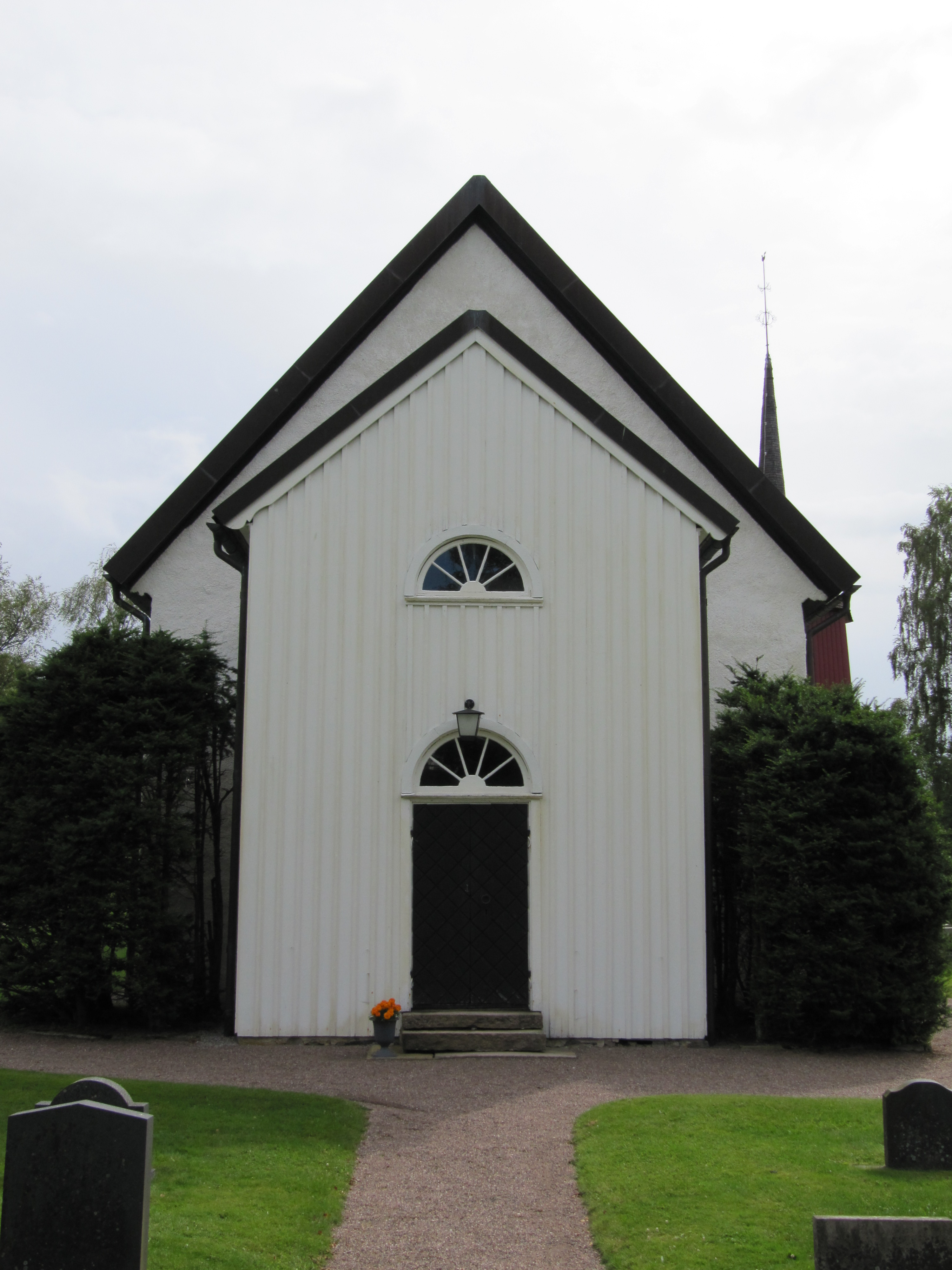
Trävapenhuset.
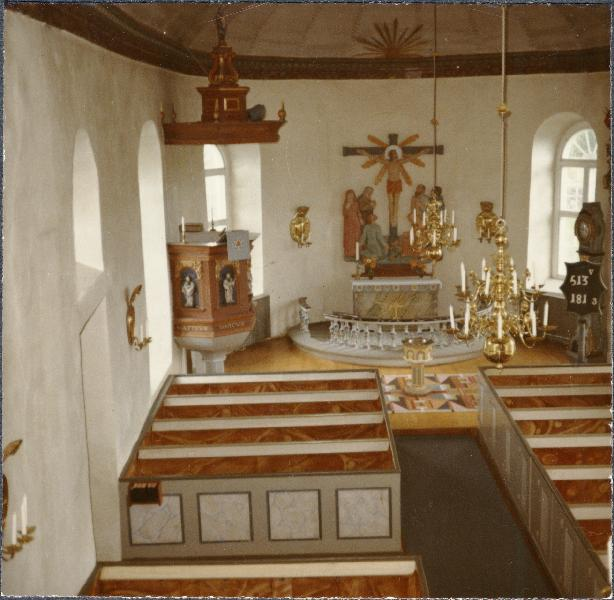
Kyrkans interiör med predikstol och altare.
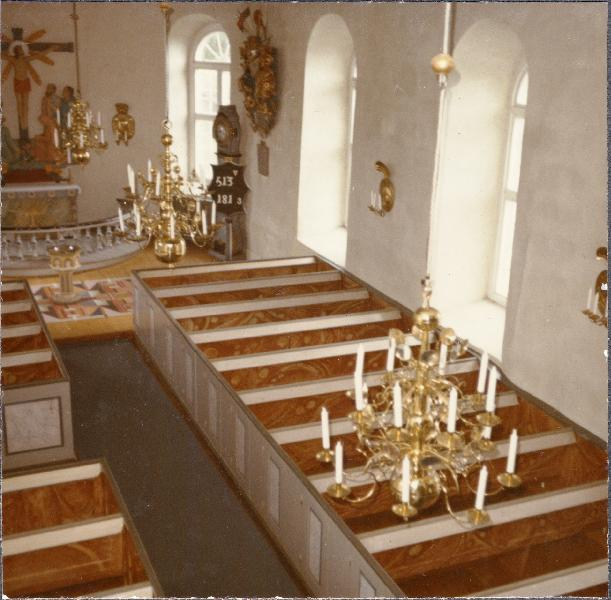
Interiören mot koret.
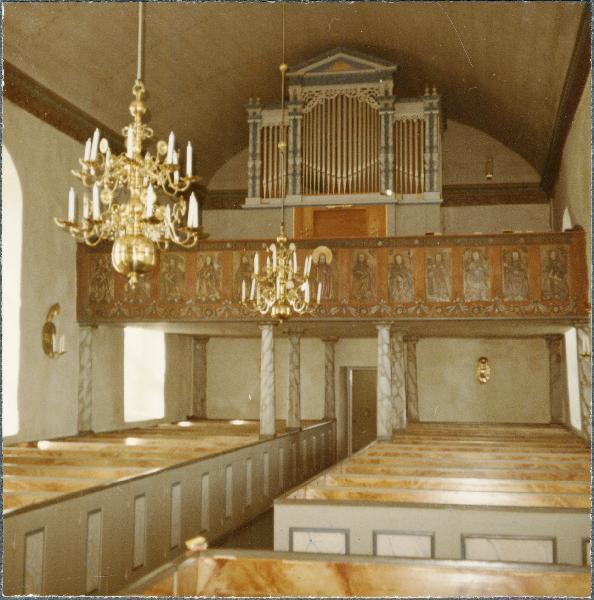
Orgeln och läktaren med bemålad bröstning.
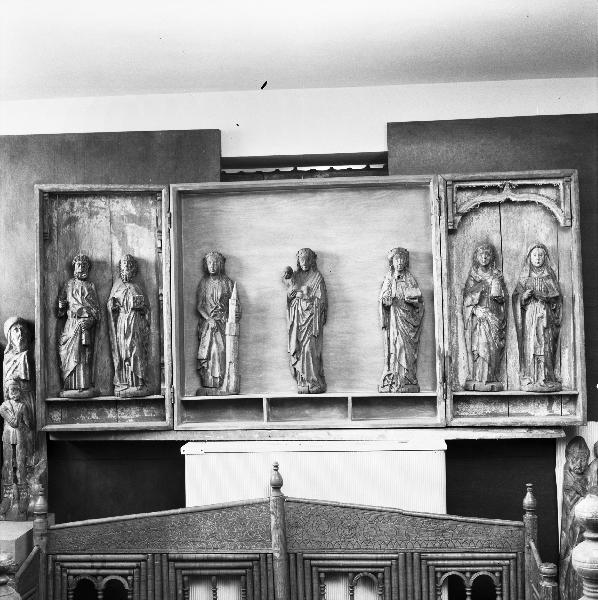
Altarskåpets skulpturer.